# Чупрун, Вадим Прокофьевич
Вади́м Проко́фьевич Чупру́н (укр. Вадим Прокопович Чупрун; род. 5 января 1943, село Ровнополь) — украинский политик, председатель Донецкой областной государственной администрации Донецкой области с 4 февраля 2005 по 15 апреля 2006 года .

## Биография
Родился 5 января 1943 года в селе Ровнополь Волновахского района Сталинской области.

### Учёба и трудовая деятельность
С 1960 года работает разнорабочим совхоза «Донецкий» Волновахского района.
В 1961—1966 годах учится в Мелитопольском институте механизации сельского хозяйства.
С 1966 года — механик участка совхоза «Донецкий», с 1968 года — главный инженер Донецкой птицефабрики Волновахского района. С 1971 года — руководитель Волновахского районного объединения «Сельхозтехника».

### Политическая деятельность
С 1974 года — 2-й секретарь Волновахского райкома КП УССР. В 1976—1978 годах — слушатель ВПШ при ЦК КП УССР. С 1978 года — 1-й секретарь Артёмовского райкома КП УССР.
С 1988 года — заведующий сельскохозяйственного отдела, с 1989 по август 1991 года — секретарь Донецкого обкома КП УССР.
С 1991 по 1992 год — заместитель генерального директора Донецкого областного управления по садоводству.
С 1992 по 1994 год — председатель Донецкого областного совета народных депутатов.
С 12 января 1995 по 9 июля 2004 года — Чрезвычайный и Полномочный Посол Украины в Туркменистане.
С 22 сентября 2004 по 24 февраля 2005 года — первый заместитель председателя правления НАК «Нафтогаз Украины».
С 4 февраля 2005 по 3 мая 2006 года — председатель Донецкой областной государственной администрации.
С 10 августа 2006 по 9 января 2008 года — первый заместитель министра топлива и энергетики Украины.
С 6 февраля 2008 по 5 апреля 2014 года — заместитель председателя правления НАК «Нафтогаз Украины».